# Feisal Abdul Rauf

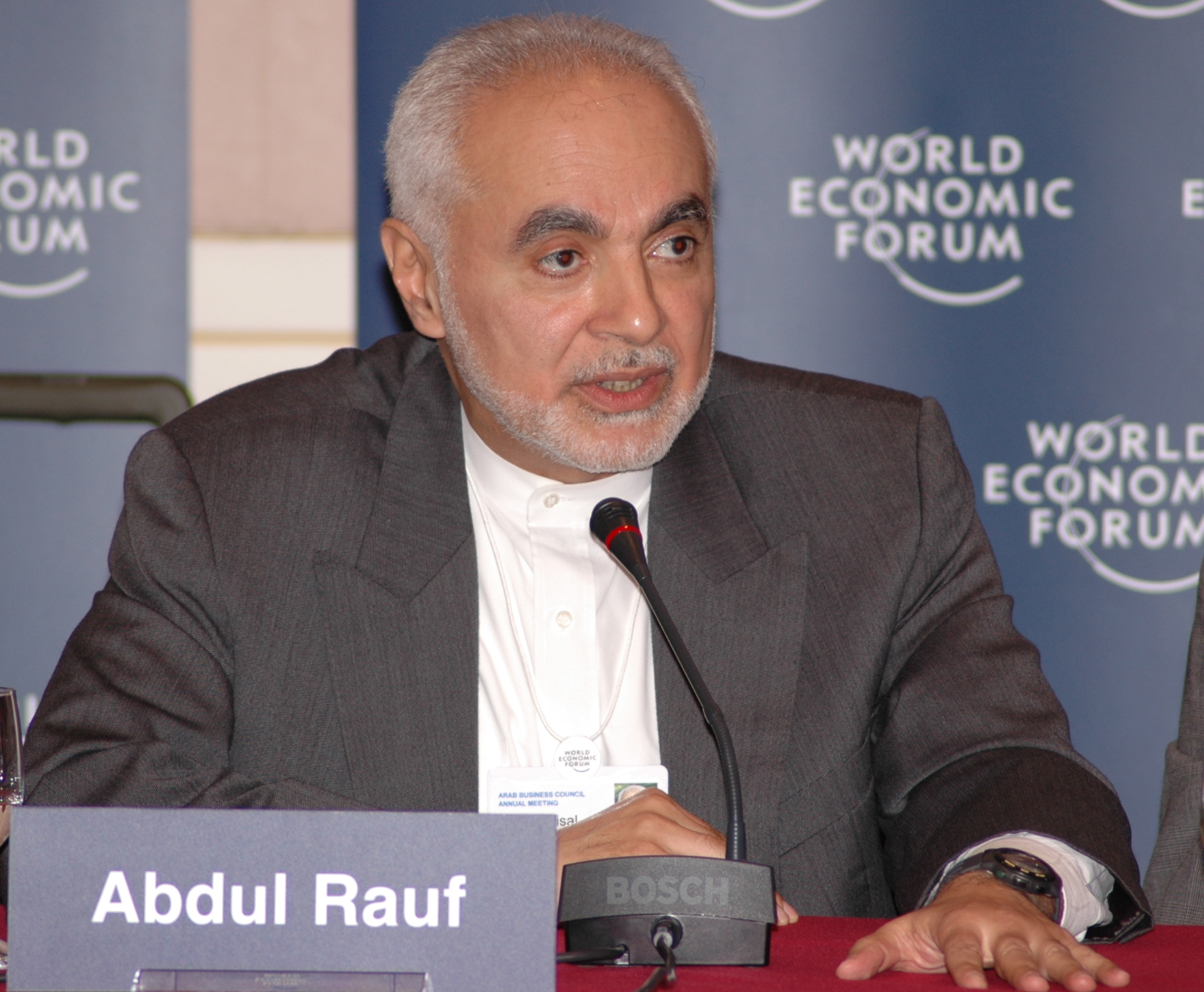
Feisal Abdul Rauf

 Feisal Abdul Rauf (arabisch فيصل عبد الرؤوف, DMG Fayṣal ʿAbd ar-Raʾūf; * 23. Oktober 1948 in Kuwait) ist ein ägyptisch-amerikanischer Imam, Autor und eine Persönlichkeit des interkonfessionellen Dialogs. Er ist der Gründer und Vorsitzende des Board of Trustees der Cordoba Initiative und der Gründer der American Society for Muslim Advancement (ASMA). Er war Imam der al-Farah-Moschee in Lower Manhattan in New York.

## Leben
Abdul Rauf wurde in Kuwait als Sohn eines ägyptischen Islam-Gelehrten geboren, der verschiedene Lehr- und Verwaltungsposten an Universitäten und islamischen Institutionen rund um die Welt bekleidete. Abdul Raufs fromme Erziehung, seine Reisen und frühe Einführung in theologische Debatten haben seine späteren Ansichten zum Islam und religiösen Pluralismus geprägt. Nach Aufenthalten im Vereinigten Königreich, in Ägypten und Malaysia zog Abdul Rauf 1965 mit seiner Familie nach New York City. 1969 schloss er sein Physik-Studium an der Columbia University mit einem Bachelor ab und absolvierte 1972 sein Master in Plasmaphysik am Stevens Institute of Technology in Hoboken, New Jersey. 1983 wurde er Imam an der Masjid Al-Farah, einer progressiven Sufi-Moschee in Manhattan. In der Hoffnung, den interreligiösen Dialog zwischen dem Islam und den USA zu fördern, gründete er 1997 die American Society for Muslim Advancement. Nach den Anschlägen des 11. Septembers 2001 schrieb Abdul Rauf ein Buch über das Verhältnis zwischen dem Islam und dem Westen, gab kulturelle Lehrgänge beim FBI und unternahm im Auftrag des US-Außenministeriums Vortragsreisen durch den Nahen Osten.
Er war einer der 138 Unterzeichner des offenen Briefes Ein gemeinsames Wort zwischen Uns und Euch (engl. A Common Word Between Us & You), den Persönlichkeiten des Islam an „Führer christlicher Kirchen überall“ (englisch: „Leaders of Christian Churches, everywhere …“) sandten (13. Oktober 2007).

## Kontroverse um „Park51“
Im Juli 2009 erwarb eine Gruppe muslimischer Investoren ein leerstehendes Gebäude nur zwei Blöcke entfernt von Ground Zero, in dem ein von Abdul Rauf geführtes islamisches Gemeindezentrum entstehen sollte. Geplant war ein 13- bis 15-stöckiges Kulturzentrum mit dem Namen Park51, das einen muslimischen Gebetsraum, Sporteinrichtungen, eine Kindertagesstätte und eine nicht konfessionsgebundene Gedenkstätte für die Anschläge vom 11. September unterhalten sollte. Abdul Rauf betonte, dass das Zentrum sowohl für Muslime als auch für Nicht-Muslime offenstehe und dass darin interreligiöse Programme und Veranstaltungen stattfinden sollen.

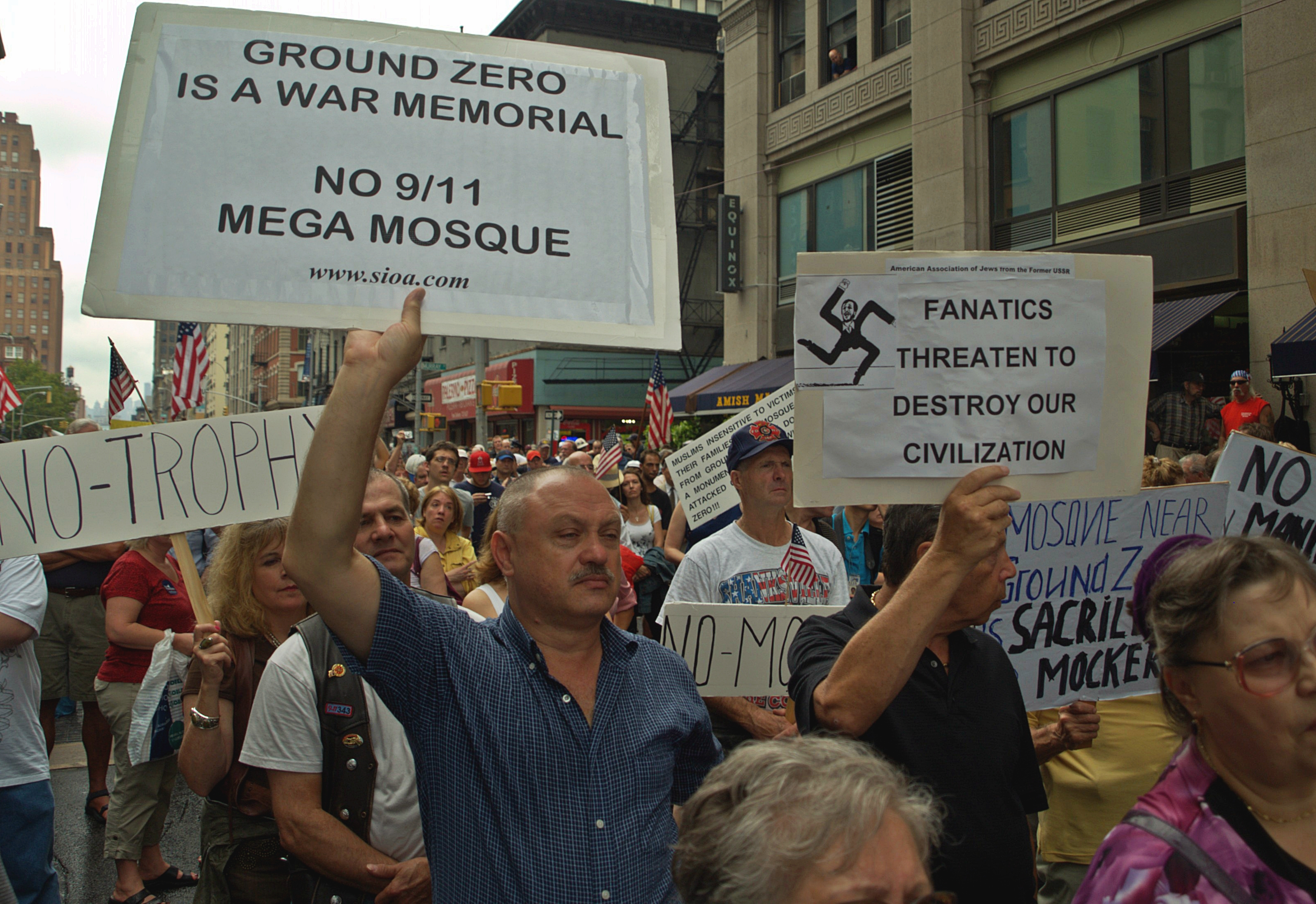
Proteste gegen das geplante Gemeindezentrum am 22. August 2010

Das geplante Gemeindezentrum wurde von Befürwortern wie dem New Yorker Bürgermeister Michael Bloomberg als Symbol für religiöse Toleranz gelobt, stieß bei konservativen Aktivisten und Politikern aber auch auf erheblichen Widerstand. Das islamisches Gemeindezentrum in der Nähe von Ground Zero würde die Opfer des Anschlags beleidigen und einen Sieg für islamische Extremisten bedeuten. Familien der Opfer waren über das geplante Zentrum geteilter Meinung. Im 2010 erreichten die Demonstrationen für und gegen den Bau des islamischen Gemeindezentrums ihren Höchststand und sorgten für eine heftige, durch Medien angefeuerte, landesweite Debatte. Abdul Rauf verteidigte das Kulturzentrum und meinte, dass eine Verlegung an einen anderen Ort islamische Extremistengruppen stärken würde, da diese die Ansicht vertreten, dass Muslime in den USA diskriminiert werden.
Nachdem es zwischen Abdul Rauf und dem Bauträger Sharif El-Gamal zu Uneinigkeiten bei Projektdetails gekommen war, wurde Abdul Rauf 2011 als Vorsteher des Gemeindezentrums entlassen.

## Werke (Auswahl)
- Moving the Mountain: Beyond Ground Zero to a New Vision of Islam in America
- What's Right with Islam: a New Vision for Muslims and the West